# Новомар'євка
Новома́р'євка (рос. Новомарьевка) — селище у складі Акбулацького району Оренбурзької області, Росія.

## Населення
Населення — 57 осіб (2010; 264 у 2002).
Національний склад (станом на 2002 рік):
- росіяни — 29 %